# 杵屋小三郎
四代目 杵屋小三郎 (きねや こさぶろう、1998年7月19日 - ) は日本の長唄三味線奏者、作曲家。本名坂口あまね。杵勝会八世家元・杵屋勝三郎の長女。

## 経歴
長唄杵勝会八世家元・杵屋勝三郎の長女として東京に生まれる。3歳より長唄を杵屋利光（現・7代目杵屋和吉）に学び、6歳より八代目松永忠五郎に三味線の手解きを受ける。5歳｢五郎時致｣で長唄の初舞台、7歳 ｢越後獅子｣で三味線の初舞台を踏み、数々の舞台を経験。
その後、七代目杵屋勝三郎 （祖父）、八代目杵屋勝三郎（父）、杵屋勝十朗に師事。
東京藝術大学音楽学部附属音楽高等学校を経て、同大学音楽学部邦楽科首席卒業。アカンサス音楽賞受賞（卒業式にて総代）。令和2年度宮田亮平奨学生。カーティス音楽院作曲科修士課程在学中。

### 平成24年
14歳で杵勝会全国大会南座公演「二人椀久」の立三味線にて「杵屋あまね」を名披露目、プロ活動をスタートさせる。

### 平成27年
杵勝会全国大会博多座公演にて「吉原雀」の立三味線をつとめる。

### 平成31(令和元)年
杵勝会全国大会歌舞伎座公演「安達ヶ原」「三曲糸の調」の立三味線にて「四代目杵屋小三郎」を襲名披露。
東京藝術大学邦楽科より選出され、台東区フレッシュコンサートにて自作長唄「須磨の浦」を演奏。藝大アーツイン丸の内 2019にて自作曲「妖怪組曲」を演奏。

### 令和2年
京都南座にてイマーシブシアター「『サクラヒメ』〜『桜姫東文章』より〜」（純矢ちとせ主演）の三味線音源を担当。

### 令和3年
文化庁・北九州市の委嘱により創作舞踊曲「門司春秋」を作曲、東アジア文化都市開幕式典にて演奏（藤間蘭黄氏作詞・振付）。
創作舞踊曲「鳥獣戯画EMAKI」を作曲、東アジア伝統芸能饗宴にて演奏（藤間蘭黄氏作詞・振付）。両イベントの模様は日本・中国・韓国で同時配信された。
創作舞踊「光」（花柳貴伊那作詞・振付）の作曲を担当。（作品が東京藝大アートフェス2021優秀賞受賞）

### 令和4年
「ミュージカル刀剣乱舞 〜江水散花雪〜」の三味線指導を担当。
藝大奏楽堂企画最優秀企画賞受賞作品 創作舞踊劇「朔夜姫」（花柳貴伊那作・演出・振付）にて邦楽部分の作曲・演奏を担当。

### 令和5年
オルタナティブファンクバンド BREIMENの「AKEOME ONEMAN LIVE」にてコラボ演奏。
2023年度NHK大河ドラマ「どうする家康」のサウンドトラックにて、三味線ソロを担当。
宮本亞門らが審査員を務める「NEXTアーティスト2023」に330組の中から選出され、日比谷FESTIVAL2023にて演奏。
NHK-FM「邦楽のひととき」、Eテレ「にっぽんの芸能」等に出演。また、初演を含む現代曲の演奏や、作曲・編曲も積極的に行う。一般財団法人杵勝会、一般社団法人長唄協会所属。長唄囃子青年楽団 清響会、SKプロジェクト同人。

### 令和6年
カーティス音楽院作曲科修士課程入学。

## 学歴
- 2014年　東洋英和女学院中学部 卒業
- 2017年　東京藝術大学音楽学部附属音楽高等学校 卒業
- 2021年　東京藝術大学音楽学部邦楽科 首席卒業
- 2024年    カーティス音楽院作曲科修士課程 入学

## 作品

### 邦楽
- 器楽曲「妖怪組曲」
- 長唄「須磨の浦」
- 創作舞踊「門司春秋」（藤間蘭黄作詞・振付 / 堅田新十郎作調）
- 創作舞踊「鳥獣戯画EMAKI」（藤間蘭黄作詞・振付 / 堅田新十郎作調）
- 創作舞踊「光」（花柳貴伊那作詞・振付 / 望月左太助作調）
- 創作舞踊劇「朔夜姫」邦楽部分（花柳貴伊那作・演出・振付 / 望月左太助作調）
- 器楽曲「風神雷神」（望月左太助作調）

### 洋楽（クラシック）
- "KAGUYA" for chamber orchestra
- "Rain and Snow in Tokyo" for cello and piano
- "The Sea" for clarinet, cor anglais, piano
- “Ave Maria” for SATB chorus
- “String Quartet No.1”

- “Tokyo, Bayside, 10:32 p.m.” for orchestra
- "Dream Diary" for Pierrot ensemble

## 外部サイト
1. 杵屋小三郎 ホームページ  https://kineyakosaburo.com
2. 杵勝会 ホームページ  https://www.kinekatsu.com/
3. 杵屋小三郎 X  https://twitter.com/kosaburo_shm
4. 杵屋小三郎 Instagram　https://www.instagram.com/amane_kosaburo